# Amaralina
Amaralina är en kommun i Brasilien.   Den ligger i delstaten Goiás, i den centrala delen av landet, 290 km nordväst om huvudstaden Brasília. Antalet invånare är 3 424.
Omgivningarna runt Amaralina är huvudsakligen savann. Runt Amaralina är det mycket glesbefolkat, med 2 invånare per kvadratkilometer.